# Wu-Tang Clan
Wu-Tang Clan — американський хардкор-реп гурт, заснований у 1992 році. Гурт складається з дев'яти осіб (до смерті Ol' Dirty Bastard у 2004 їх було десять). Усі учасники команди випустили сольні альбоми, також існує безліч сторонніх проєктів, що становлять формацію Wu-Family (Wu-Fam). Однією з головних цілей гурту було стати імперією, яка б контролювала хіп-хоп суспільство шляхом дружніх команд, які поділяють їхню думку.
Попри те, що манера виконання гурту формувалася протягом багатьох років, стиль Wu-Tang добре відомий своєю важкою музикою та агресивною лірикою, яка розповідає про життя в Нью-Йорку і перетинається із фразами з китайських та японських фільмів про самураїв, клану Удан (en: Wudang Sect) та ченців Шаоліня. Звучання гурту характеризують сюрреалістичними ритмами, агресивним змістом, сповненим метафор, що апелює до стилю життя в Нью-Йорку, а також включає елементи китайського фольклору з фільмів кунг-фу. Найуспішнішим альбомом гурту став альбом Wu-Tang Forever, що сягав першої сходинки в чартах США, Канади і Британії, а їх дебютний альбом 1993 року Enter the Wu-Tang (36 Chambers) вважається одним із найкращих хіп-хоп альбомів усіх часів.
Wu-Tang Clan представив і започаткував кар'єри ряду споріднених артистів і гуртів, спільно відомих як Wu-Tang Killa Bees. У 2008 році About.com назвав Wu-Tang Clan найкращим хіп-хоп гуртом всіх часів. Кріс Екс з Rolling Stone назвав Wu-Tang Clan «найкращим реп-гуртом в історії». У 2004 році NME назвав їх одним з найвпливовіших гуртів за останні десять років.

## Заснування
Наприкінці 1980-х двоюрідні брати Роберт Діггз (під псевдонімом Prince Rakeem або The Scientist), Гері Грайс (під псевдонімом The Genius) та Рассел Джонс (під псевдонімом The Specialist) заснували гурт Force of the Imperial Master, також відомий як All in Toge Now Crew. Вони не були підписані на мейджор-лейбл, але стали досить успішними у нью-йоркській реп-сцені. Популярний тоді репер Біз Маркі відзначив їхню композицію «All In Together Now». Станом на 1991 The Genius і Prince Rakeem були підписані на різні лейбли. The Genius випустив в 1991 альбом Words from the Genius на лейблі Cold Chillin’ Records Prince Rakeem в тому ж році випустив Ooh I Love You Rakeem на лейблі Tommy Boy Records. Однак пізніше обох вигнали з їхніх лейблів. Розлютившись, вони взяли нові псевдоніми (The Genius став GZA, а Prince Rakeem став RZA) і почали думати, що робити далі. У книзі The Wu-Tang Manual RZA так описує цю ситуацію:

[Tommy Boy] вирішили підписати House of Pain замість нас. Коли вони мене вигнали, я думав: «Дідько вони вибрали якусь купу білого лайна замість мене». Я почував себе обдуреним.Оригінальний текст (англ.)
[Tommy Boy] made the decision to sign House of Pain over us. When they dropped me, I was thinking, 'Damn, they chose a bunch of whiteboy shit over me.' I felt bamboozled.

RZA почав співпрацювати з Деннісом Коулзом, репером зі Стетен-Айленда, більш відомим під псевдонімом Ghostface Killah. Разом вони вирішили створити «хіп-хоп клан, заснований на східній філософії, почерпнутій з фільмів про кунг-фу, розбавлених навчаннях Нації ісламу, які [Ghostface] почерпнув на вулицях Нью-Йорка, та коміксах».

Крім цього RZA співпрацював з Inspectah Deck, Raekwon, U-God та Method Man, які жили в одному районі. RZA приходив на вулицю, де Inspectah Deck та U-God продавали крек, і слухав рими, які вони складали у вільний час. Пізніше він запропонував їм взяти участь у гурті, про що розповідає сам Inspectah Deck:
RZA сказав: «Хлопці, ви [пишете тексти] заради забави щодня, але чи готові ви зайнятися цим по-справжньому?». І він розповів свій детально опрацьований план. У той момент я не до кінця розумів цей план, але з його допомогою я зміг зрозуміти, оскільки він був впевнений у ньому. Зрештою, наші зустрічі з RZA та U-God'ом стали основою Wu-Tang Clan, з рештою хлопців, що пізніше приєдналися до нас. Нам не потрібно було збиратися і формувати групу, ми загалом і так уже були всі разом.
Оригінальний текст (англ.)
RZA said: "You guys do this for fun every day, but are you ready to do this shit for real?" And he put this elaborate vision on the table. I wasn't even able to see it at that point, but I saw it through him, because he was so sure of it. Eventually, me hooking up with RZA and U-God every day is what formed the Wu-Tang Clan, with all the other guys who were making their way in. We didn't have to come together and form a group, we was really already there the whole time.

Так сформувався оригінальний склад Wu-Tang Clan із восьми осіб: RZA, GZA, Ol' Dirty Bastard, Ghostface Killah, Inspectah Deck, Raekwon, Method Man та U-God. Дев'ятий учасник, Masta Killa, приєднався до гурту пізніше, незадовго до виходу Enter the Wu-Tang (36 Chambers), і на альбомі він був лише у треку «Da Mystery of Chessboxin'».
RZA є негласним лідером гурту та продюсером альбомів багатьох учасників гурту. Двоє кузенів RZA та GZA створили свої псевдоніми шляхом обробки на вінілах слів «razor» (бритва) та «genius» (геній). Назва гурту бере свою назву від Удан (англ. Wudang) — гір у провінції Хубей у Китаї, які традиційно були центром китайських бойових мистецтв. The RZA та Ol' Dirty Bastard взяли свої псевдоніми з фільму «Shaolin» та «Wu-Tang» про кунгфу, в якому розповідалося про воїнів, які володіють стилем боротьби Wu-Tang (багато діалогів з фільму зустрічаються на першому альбомі гурту). Також існує кілька розшифровок назви гурту, таких як «Witty Unpredictable Talent And Natural Game» (дотепний непередбачуваний талант і природна сила) і «We Usually Take All Niggaz Garments» (зазвичай ми одягаємо одяг негрів).

## Enter the Wu-Tang (36 Chambers) і сольні проєкти
Вперше Wu-Tang Clan отримав визнання від фанів та великих звукозаписних лейблів у 1992 році, після випуску свого синглу «Protect Ya Neck», який дав гурту помітний поштовх у подальшому просуванні. Перший альбом гурту Enter the Wu-Tang (36 Chambers) був випущений у 1993 році на лейблі Loud/RCA, примітним є те, що The RZA підписав контракт із лейблом, згідно з яким кожен із учасників гурту міг незалежно записуватися на інших лейблах.
Enter the Wu-Tang (36 Chambers) отримав позитивні відгуки від критиків. Цей альбом зарекомендував Клан як впливову та неординарний реп-гурт. Це дозволило GZA, The RZA, Raekwon, Method Man, Ol' Dirty Bastard та Ghostface Killah підписати сольні контракти та випустити свої власні альбоми протягом 1990-х років.
RZA виконував роль основного продюсера першої хвилі сольних альбомів учасників гурту, продюсуючи у своїй підвальній студії в Стейтен-Айленді. У листопаді 1994 року був випущений дебютний альбом Method Man, Tical. Практичний підхід RZA до Tical вийшов за межі його простого створення ритмів до розробки концепцій і структур пісень. Трек «All I Need» став переможцем у номінації «Найкраще реп-виконання дуету чи гурту» на церемонії вручення премії «Греммі» 1995 року. Дебютний альбом Ol' Dirty Bastard Return to the 36 Chambers: The Dirty Version вийшов у березні 1995 року і вважається класикою хіп-хопу. Дебютний студійний альбом Raekwon, Only Built 4 Cuban Linx..., був випущений у серпні 1995 року. Альбом відомий тим, що відродив піджанр мафіозо-репу. У Cuban Linx брали участь усі, крім одного учасника Wu, і дебютував Cappadonna. [потрібне цитування] Дебютний альбом GZA, Liquid Swords, був випущений в листопаді 1995 року. На Liquid Swords виступають усі члени клану Wu-Tang, і вони пов'язані між собою уривками з фільму 1980 року Shogun Assassin. Ghostface Killah випустив свій перший сольний альбом Ironman у жовтні 1996 року. Ironman отримав визнання критиків і вважається одним із найкращих сольних альбомів Wu-Tang.

## Дискографія

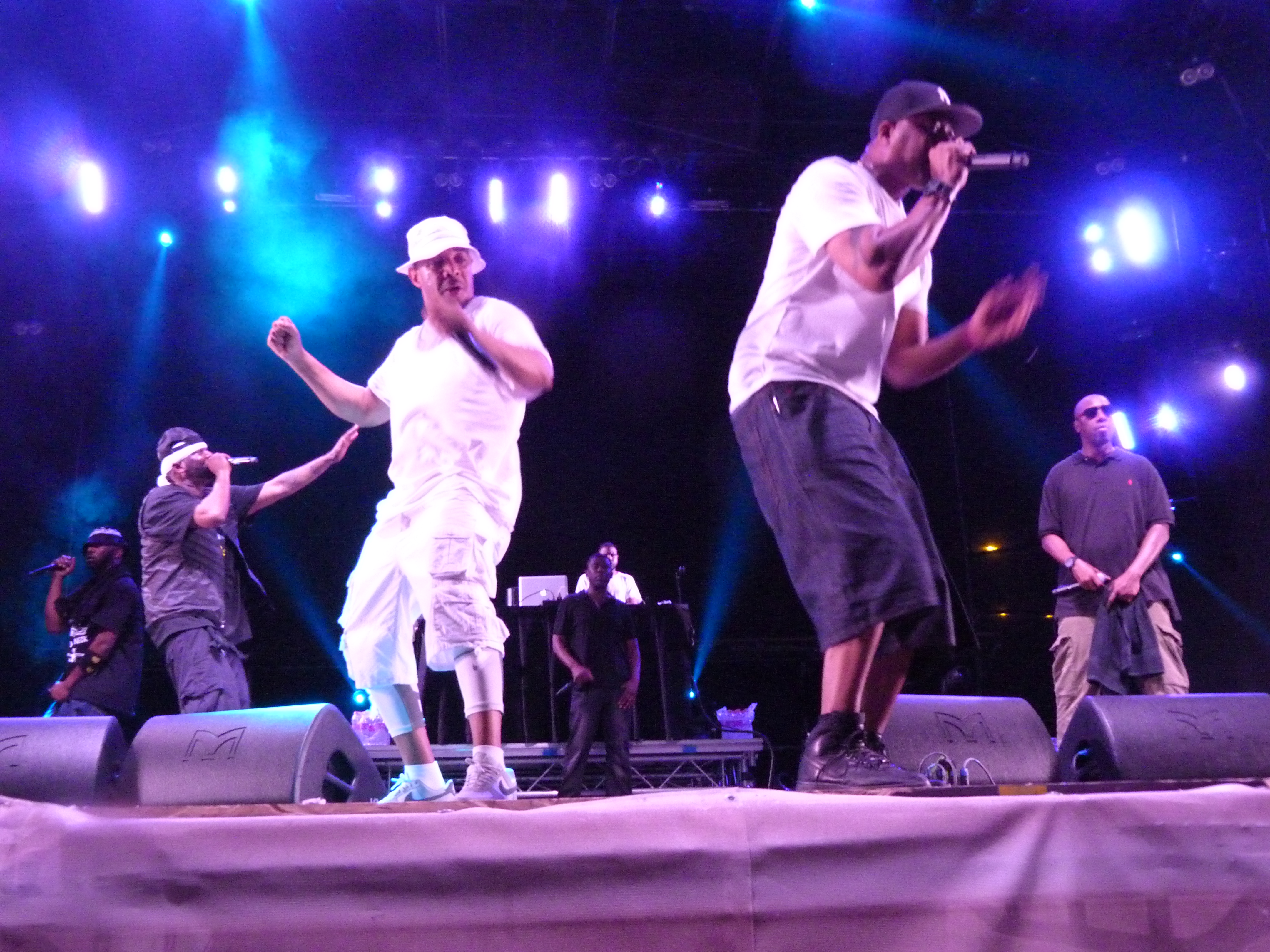
Wu-Tang Clan робить виступ у Будапешті в 2015 р.

### Студійні альбоми
- Enter the Wu-Tang (36 Chambers) (1993)
- Wu-Tang Forever (1997)
- The W (2000)
- Iron Flag (2001)
- 8 Diagrams (2007)
- A Better Tomorrow (2014)
- Once Upon a Time in Shaolin (2015)